# NN Serpentis
NN Serpentis är en dubbelstjärna belägen i den mellersta delen av stjärnbilden Ormen. Den har en skenbar magnitud av ca 16,51 och kräver ett kraftfullt teleskop  för att kunna observeras. Baserat på parallax enligt Gaia Data Release 3 på ca 1,94 mas, beräknas den befinna sig på ett avstånd på ca 1 680 ljusår (510 parsek) från solen.

## Egenskaper
Primärstjärnan NN Serpentis A är en vit dvärgstjärna i huvudserien av spektralklass WD DAO1. Den har en massa som är lika med ca 0,54 solmassa, en radie som är ca 0,021 solradie och har en effektiv temperatur av ca 57 000 K.
Följeslagaren NN Serpentis B är en röd dvärgstjärna, som har en massa som är lika med ca 0,11 solmassa och en radie som är ca 0,15

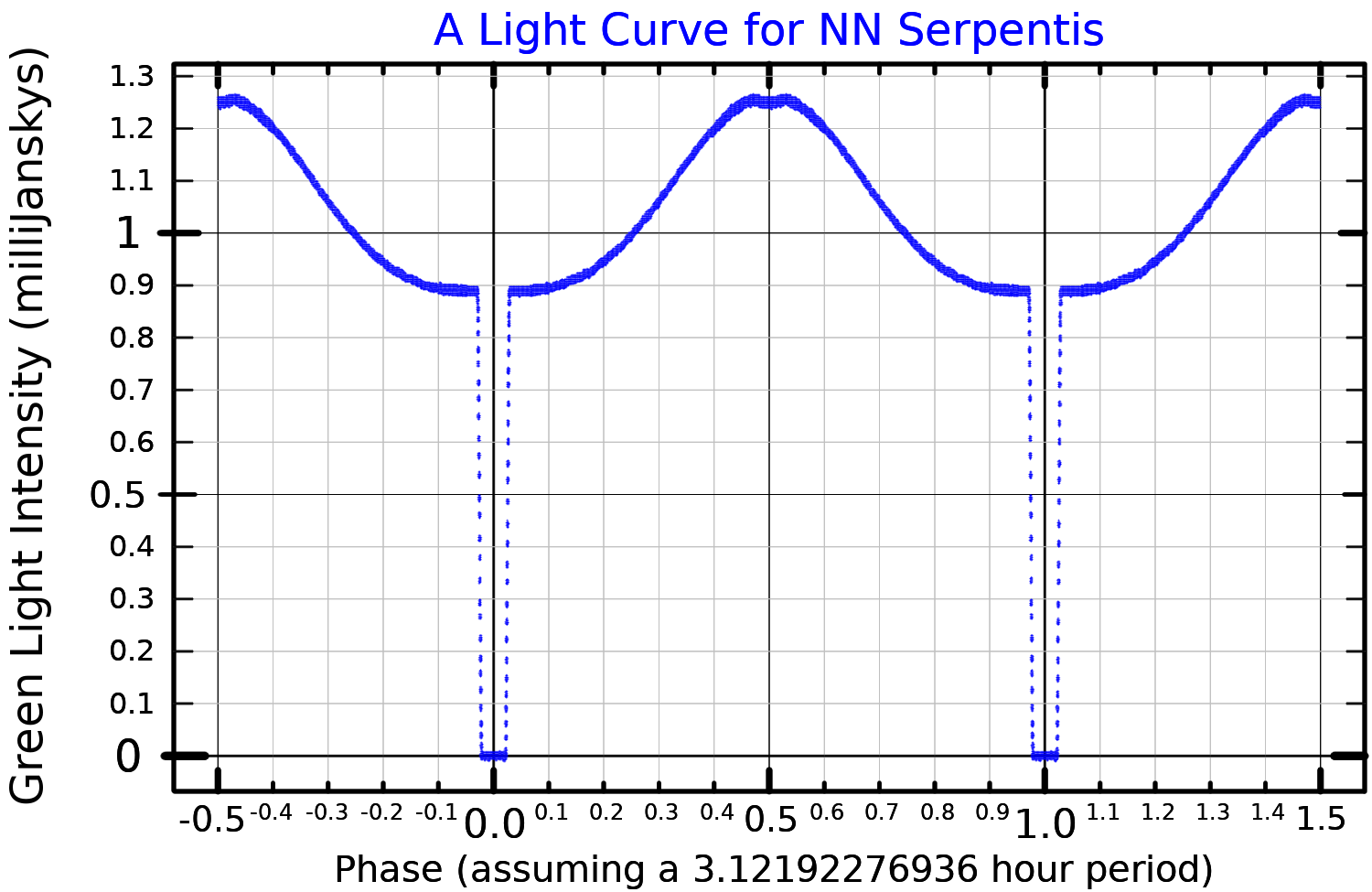
Ljuskurva i gröna bandet för NN Serpentis, plottad från Parsons et al. (2010).

NN Serpentis är en förmörkande dubbelstjärna med en omloppsperiod på 0,13 dygn.

## Planetsystem
Ett planetsystem har av flera team antagits existera kring NN Serpentis, vilka alla förlitar sig på det faktum att jorden ligger i samma plan som NN Serpentis dubbelstjärna, så att det kan observeras att den större röda dvärgen förmörkar den vita dvärgen vart 0,13:e dygn. Astronomer kan sedan använda dessa frekventa förmörkelser för att upptäcka ett mönster av små men betydande oregelbundenheter i stjärnornas omloppsbana, vilket kan tillskrivas närvaron och gravitationsinflytandet av omkretsande planeter.
Chen (2009) använde dessa "förmörkelsetidsvariationer" för att föreslå en förmodad omloppsperiod som sträcker sig mellan 30 och 285 år och en minimimassa mellan 0,0043 och 0,18 solmassor.
I slutet av 2009 uppskattade Qian en minimimassa på 10,7 Jupitermassor och en omloppsperiod på 7,56 år för denna planet, troligen belägen på ett avstånd av 3,29 astronomiska enheter. Detta har dock senare motbevisats av ytterligare mätningar av dubbelstjärnornas förmörkelsetider.
I slutet av 2009 och 2010 föreslog astronomer att variationerna i tidpunkten för förmörkelsen orsakas av två jätteplaneter. Den mer massiva gasjätten har ungefär 6 gånger Jupiters massa och kretsar runt dubbelstjärnan med en omloppsperiod av 15,5 år, den andra på 7,75 år och har ungefär 1,6 gånger Jupiters massa.
Alla publicerade planetmodeller har misslyckats med att förutsäga förändringar i tidpunkten för förmörkelse sedan 2018, vilket tyder på att en annan förklaring till variationerna i förmörkelsetiden kan behövas.
| Planet         | Massa          | Halv storaxel (AE) | Siderisk omloppstid (d) | Excentricitet | Inklination | Radie |
| -------------- | -------------- | ------------------ | ----------------------- | ------------- | ----------- | ----- |
| b (ifrågasatt) | 2,28 ± 0,38 MJ | 3,39 ± 0,1         | 2 830 ± 130             | 0,2 ± 0,02    | -           | -     |
| c              | 6,91 ± 0,54 MJ | 5,38 ± 0,2         | 5 660 ± 165             | 0             | -           | -     |